# كوين كاربنتر
كوين كاربنتر (بالإنجليزية: Quinn Carpenter)‏ هو راقص على الجليد أمريكي، ولد في 24 فبراير 1996 في بيثيسدا في الولايات المتحدة.

## وصلات خارجية
- كوين كاربنتر على موقع الاتحاد الدولي للتزلج (الإنجليزية)